# 2Pacalypse Now
2Pacalypse Now ist das Debütalbum des US-amerikanischen Rappers Tupac Shakur. Es wurde erstmals am 12. November 1991 veröffentlicht. Im Album geht es hauptsächlich um Armut, Rassismus, Polizeigewalt und ähnliche Aspekte in amerikanischen Ghettos. Das Album wurde in den Starlight Sound Studios in Richmond, Kalifornien zwischen Juni und September 1991 aufgenommen. Ursprünglich bei Interscope Records veröffentlicht, hat die Rechte für das Album nun Amaru Entertainment. Der Albumtitel ist eine Mischung aus seinem Künstlernamen 2Pac und dem Filmtitel Apocalypse Now aus dem Jahr 1979.

## Nachwirkung
2Pacalypse Now war laut eigenen Aussagen beispielsweise für Rapper wie Eminem, Nas oder Talib Kweli eine Inspiration.
Dan Quayle, der damalige Vizepräsident der USA, bezeichnete das Album am 22. September 1992 als Bedrohung für die Gesellschaft. Er gab ein weiteres Statement dazu ab: 

“There is absolutely no reason for a record like this to be published … It has no place in our society.”

„Es gibt überhaupt keinen Grund für ein derartiges Album … es hat keinen Platz in unserer Gesellschaft.“

 Dennoch erreichte es April 1995 Gold-Status in den Vereinigten Staaten.

## Rezeption
Der Rolling Stone vergab drei von fünf möglichen Sternen. Marisa Brown von Allmusic hingegen vergab 3,5 von fünf möglichen. Sie hatte die Meinung, dass die Beats nicht immer perfekt wären, die MC-Parts teilweise etwas wechselhaft wären, aber das Album immer noch toll wäre. Emilee Woods schrieb, dass 2Pacalypse Now ein Augen-öffnender Einblick in das Leben eines Ghetto-Bewohners wäre. Die Musik bewertete sie mit 7 von 10 und die Texte mit 9 von 10 Punkten. Insgesamt vergab sie 8 von 10. Das Album erreichte Platz 64 der Billboard 200 und Platz 23 der Billboard R&B/Hip-Hop Albums. In den Top 200 blieb man 23, in den R&B/Hip-Hop Albums 34 Wochen.

## Titelliste
Das Album beinhaltet folgende Titel:
1. „Young Black Male“ – Produzent: Big D The Impossible (D. Evans) – 2:35
2. „Trapped“ (feat. Shock G) – Produzent: The Underground Railroad – 4:44
3. „Soulja’s Story“ – Produzent: Big D The Impossible – 5:05
4. „I Don’t Give a Fuck“ (feat. Pogo) – Produzent: Pee-Wee (R Gooden) – 4:20
5. „Violent“ – Produzent: Raw Fusion (R Brooks & D Elliot) – 6:25
6. „Words of Wisdom“ – Produzent: Shock G (G Jacobs) – 4:54
7. „Something Wicked“ (feat. Pee-Wee) – Produzent: Jeremy – 2:28
8. „Crooked Ass Nigga“ (feat. Stretch) – Produzent: Stretch (R Walker) – 4:17
9. „If My Homie Calls“ – Produzent: Big D The Impossible – 4:18
10. „Brenda’s Got a Baby“ (feat. Dave Hollister) – Produzent: The Underground Railroad – 3:55
11. „Tha’ Lunatic“ (feat. Stretch) – Produzent: Shock G – 3:29
12. „Rebel of the Underground“ (feat. Ray Luv & Shock G) – Produzent: Shock G – 3:17
13. „Part Time Mutha“ (feat. Angelique & Poppi) – Produzent: Big D The Impossible – 5:13